# 头孢布烯
头孢布烯（Ceftibuten）是第三代头孢菌素抗生素。它是一种口服给药药剂，有两种类型，分别为胶囊或口服悬浮液。它是由Pernix Therapeutics以Cedax的商品名销售。

## 临床使用

### 适应症
头孢布烯用于治疗急性细菌恶化慢性支气管炎（ABECB），急性细菌性中耳炎，咽喉炎和扁桃体炎。它也可用于为肺炎，尿道感染，肠炎和胃肠炎。